# Melanie Müller (Politologin)
Melanie Müller (* 1984 in Landstuhl, Rheinland-Pfalz) ist eine deutsche Politologin. Sie ist Wissenschaftlerin in der Forschungsgruppe Afrika und Mittlerer Osten an der deutschen Stiftung Wissenschaft und Politik (SWP) und Expertin für Südafrika und das südliche Afrika.

## Ausbildung
Melanie Müller studierte zwischen 2005 und 2010 an den Universitäten Mainz und Potsdam und schloss als Diplom-Politikwissenschaftlerin ab. Sie promovierte 2016 an der Freien Universität Berlin mit einer Dissertation zum Thema „Auswirkungen internationaler Konferenzen auf soziale Bewegungen: das Fallbeispiel der Klimakonferenz in Südafrika“.

## Karriere
Ab 2015 arbeitete Melanie Müller als Lehrbeauftragte für Politikwissenschaft und wissenschaftliche Mitarbeiterin an der Freien Universität Berlin. Im Januar 2017 wechselte sie zur Stiftung Wissenschaft und Politik in Berlin und wurde Mitglied in einer Forschungsgruppe mit Schwerpunkt Afrika und Mittlerer Osten. Sie beschäftigt sich mit Rohstoffströmen, insbesondere von Metallen, Migration, Menschenrechten, Nachhaltigkeit in staatlichem Handeln. Ihr spezielles Interesse gilt der Situation in Südafrika, Simbabwe und Mosambik.
2020 übernahm sie die Leitung des Projekts Transnational Governance of Sustainable Commodity Supply Chains (dt.: Transnationale Steuerung nachhaltiger Rohstoffversorgungsketten), das vom deutschen Bundesministerium für wirtschaftliche Zusammenarbeit und Entwicklung (BMZ) für einen Zeitraum von 3 Jahren finanziert wird. Das Projekt beschäftigt sich mit der seit Jahren kontinuierlich steigernden Nachfrage Deutschlands nach metallischen Rohstoffen (Import 2020 im Wert von 53,35 Mrd. €), der sicherheitsrelevanten Anfälligkeit der Lieferketten sowie der Nachhaltigkeit und auch an Menschenrechtsfragen orientierten Ausgestaltung von Handelsbeziehungen.

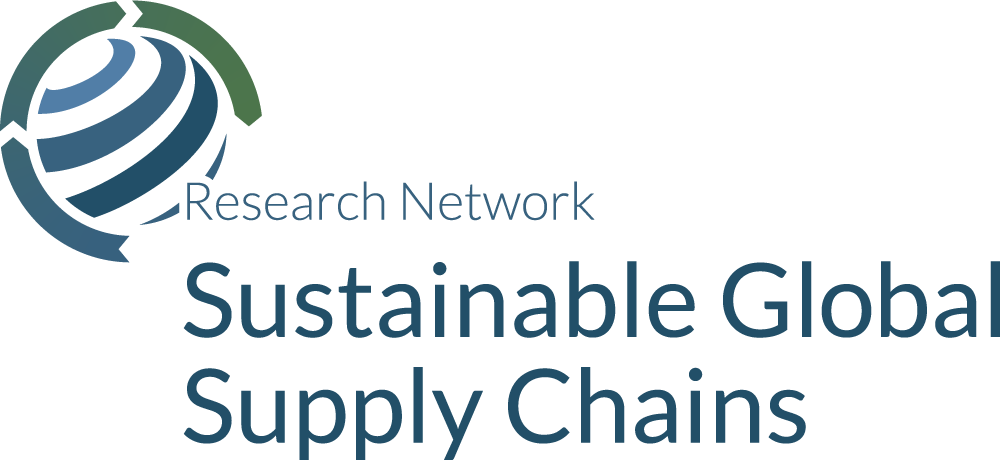

Seit Juli 2022 leitet Müller zusätzlich das anschließende Projekt Research Network Sustainable Global Supply Chains (dt.: Forschungsnetzwerk Nachhaltige globale Lieferketten), das ebenfalls vom BMZ finanziert und bis 2025 befristet ist. Hierbei soll ein Forschungs-Netzwerk der beim Thema nachhaltige globale Lieferketten führenden 100 Wissenschaftler gebildet werden.
Getragen wird das Projekt von vier deutschen Forschungseinrichtungen: dem Deutschen Institut für Entwicklungspolitik (IDOS), dem German Institute for Global and Area Studies (GIGA), dem Institut für Weltwirtschaft (IfW Kiel) und der Stiftung Wissenschaft und Politik.
Melanie Müller ist auch Koordinatorin des 2007 gegründeten GIBSA-Quadrilogs, an dem neben der SPW als deutscher Partnerin drei Institute aus Indien, Brasilien und Südafrika teilhaben, das Institute of Peace & Conflict Studies (IPCS) in Neu-Delhi, das Centro Brasileiro de Relações Internacionais (CEBRI) in Rio de Janeiro und das Institute for Security Studies (ISS) in Pretoria. Der Quadrilog beschäftigt sich von klassischer Sicherheitspolitik, Fragen der Klima- und Energiepolitik bis hin zur internationaler Handels- und Finanzpolitik.
Müller arbeitet zudem bei der Bündnis 90/Die Grünen nahestehenden Heinrich-Böll-Stiftung. Sie ist Mitglied dieser Partei im Kreisverband Friedrichshain-Kreuzberg.

## Sonstige Aufgaben
- Mitglied des Auswahlkomitees der Humboldt-Stiftung für das Südafrika-Stipendium des deutschen Bundeskanzlers (seit 2021)
- Leiterin und Mitglied des Beirats der Friedensakademie Rheinland-Pfalz (seit 2021).

## Publikationen (Auswahl)
- mit M. Schulze: Begehrte Metalle: Versorgungssichere und nachhaltige Lieferketten aufbauen SWP-Podcast 2022/P 35, 22. Dezember 2022
- mit C. Saulich et al.: Von der Rohstoffkonkurrenz zur nachhaltigen Rohstoffaußenpolitik SWP-Studie 13, Dezember 2022, Berlin
- Südafrikas gesellschaftliche und politische Herausforderungen SWP-Aktuell, 2021/A 75, 01. Dezember 2021 doi:10.18449/2021A75